# Cm-super
cm-super ist eine Gruppe von Schriftarten. Sie sind eine Implementierung von Vladimir Volovitch der Computer-Modern-Schriftsippe im PostScript-Type-1-Format. Es handelt sich um eine sehr große und gut ausgebaute Schriftsippe.

## Eigenschaften
Die cm-super-Schriften wurden aus den Rastergrafiken der cm-Schriftsippe mit Hilfe von TeXtrace und weiterer Nachbearbeitung erzeugt. Alle Entwurfsgrößen der ec-Schriften werden unterstützt. Das Repertoire umfasste im März 2005 unter anderem die Kodierungen OT1, T1 (Cork), TS1 (Textsymbole) und komplettes Kyrillisch (einschließlich der kyrillischen Schriftzeichen für viele kleinere Sprachen in der ehemaligen Sowjetunion).